# Gustavo Huerta (periodista)
Gustavo Alejandro Huerta Ardiles (Ovalle, 27 de febrero de 1979) es un periodista y comentarista deportivo chileno. Es autor de los libros "Y me volví a levantar", que trata la historia de diversos deportistas paralímpicos chilenos, y de "Jadue: historia de una farsa" que denuncia las irregularidades cometidas por Sergio Jadue desde 2011.

## Vida personal
Su infancia fue en el norte de Chile, estudió en varias escuelas antes de su educación avanzada, comenzó en la Escuela N° 1 de El Salvador, luego pasó al Colegio Seminario Conciliar de La Serena y finalizó su enseñanza media en el Colegio Amalia Errázuriz de Ovalle. Por su parte, en cuanto a su educación superior, estudió Periodismo en la Universidad Diego Portales de Santiago.
Hijo del exfutbolista y actual entrenador de Cobresal, Gustavo Huerta. Trató de seguir los pasos de su padre, jugó fútbol en las divisiones menores de Cobresal, CD Ovalle, CD La Serena y fue seleccionado regional, sin embargo, no logró ser futbolista profesional. Siempre fue amante del deporte, creció viendo entrenar a su padre, quien fue jugador del equipo de fútbol Cobresal.
En julio del 2020, a los 84 años falleció su abuelo paterno, con quien compartía nombre. Sus restos fueron enterrados en el Cementerio Municipal de Ovalle.

## Carrera como periodista
Antes de tener sus actuales trabajos (TVN y ESPN), dio a conocer sus dotes en el periodismo deportivo en la revista Don Balón, en Mega y en Radio Cooperativa.
Ejerciendo su labor periodística ha recorrido más de veinte países realizando reportajes, entrevistas, cubriendo y comentando en vivo mundiales de fútbol (Sudáfrica 2010 y Brasil 2014), Juegos Olímpicos (Beijing 2008, Londres 2012), clasificatorias mundialistas, la Copa América, la Champions League y la Copa Davis, entre otros eventos.

## Controversias
Cuando Gustavo Huerta estaba realizando investigaciones sobre sucesos fraudulentos de Sergio Jadue, un representante de entrenadores muy cercano a Jadue, llamó a su padre para que dirigiera una selección menor de Chile, a cambio de convencer a su hijo para que guardara silencio y no concretara las investigaciones y reportajes que afectaban en ese entonces al presidente de la ANFP. Gustavo Huerta (padre), se negó ante esta opción y llamó a su hijo para que siguiera con sus trabajos.

## Libros
Gustavo Huerta ha escrito dos libros, En el año 2016 publicó "Jadue: historia de una farsa", el cual consiste en una investigación de diversos fraudes del expresidente de la ANFP.
Tres años más tarde publicó de manera oficial "Y me volví a levantar", un libro que contiene historias de deportistas paralímpicos.